# Jean-François de Sales
Pour les autres membres de la famille, voir Famille de Sales.
Jean-François de Sales, né en 1578 au château de Thorens et mort le 8 juin 1635 à Annecy, est un prélat savoyard du XVIIe siècle. Il est le frère et successeur de François de Sales, proclamé par la suite saint et Docteur de l'Église catholique.

## Biographie
Jean-François, fils de François de Sales, baron de Thorens et de Françoise de Sionnaz, naît en 1578 dans le château familial de Thorens.
Il entre dans les ordres en 1598. Fait sous-diacre, puis diacre dans les années suivantes, il est ordonné prêtre en 1603. Ayant fait des études en droit canonique, il était chanoine de Genève en 1601. Il est curé au Petit-Bornand. Son frère, François, le fut également entre 1597 à 1598.
En 1614, il devient chantre de la cathédrale de Genève, puis vicaire-général l'année suivante. En 1619, il devient à la place de son frère l'aumônier de la duchesse de Savoie, Christine de France. L'année suivante, il est nommé coadjuteur de son frère François, puis prend le titre en 1621 d'évêque de Chalcédoine et devient évêque de Genève en 1622.

## Décorations
Il est fait chevalier en 1620 de l'Ordre de l'Annonciade, puis grand chancelier en 1633,.